# 土井泰昭
土井 泰昭（どい やすあき、1958年12月9日 - ）は、競技麻雀のプロ雀士。漫画原作者。島根県浜田市出身。キャッチフレーズは「先走る浪漫派」。愛称は「どいーん」

## 概要
『ナルミ』『勝負師の条件』『ダブルフェイス』『極麻伝』などの原作者としても多数の麻雀劇画を世に出すなど、マルチぶりを発揮している。1983年に最高位戦日本プロ麻雀協会に加入。その後、2001年11月に日本プロ麻雀協会を結成。初代会長として団体の発展に大きく貢献した。2005年11月より五十嵐毅が代表に就任し自身は協会を退会した。
2009年に協会に復帰したが、2012年4月に除名処分を受け、処分の無効を求めて係争したが請求を棄却され敗訴が決定した。
2014年3月に新団体『全日本麻雀協会』の立ち上げを発表。4月1日に発足。ただし、この『全日本麻雀協会』は、他団体より『プロ団体』承認を受けていないため、土井は現在、フリープロ雀士として活動している。

## 雀風
- セオリーに忠実。順子主体の手筋を得意とし、丁寧な打ち筋から「浮かせ打法」の異名を持つ。好きな手役は三色同順、混一色。
- 特に第1回モンド21王座決定戦では予選から決勝に至るまで圧倒的な強さを見せて優勝した。特に決勝第2戦で見せた、北の暗刻落としから聴牌取らずの末の6000オールは伝説となっている[誰?]。

## 人物
- 対局前後や解説では非常にフランクである。また、視聴者や他の参加者からも「どいーん」の愛称で親しまれている。自らの手筋を解説させると非常に論理的で、特に捨て牌や点棒状況を考えた打牌に優れている。
- 尊敬しているプロは金子正輝。

## 獲得タイトル
- 發王位 2期（第8期・18期）
- 雀王（第1期）
- モンド21王座（第1回）
- 新人王戦（第11回）

## 作品

### オリジナルビデオ

#### 土井泰昭名義
- 修羅の花道（脚本:村上和彦・土井泰昭）（2012年1月14日公開、コンセプトフィルム）監督:壺井詠二 [2]
- 兎USAGI～野性の闘牌～（2013年2月15日、ジーピー・ミュージアム）監督:薬師寺光幸 闘牌指導:土井泰昭[3]

### オリジナルビデオ

#### 山根泰昭名義
- ジャック パチスロ闇の帝王（原作:山根泰昭）監督:松井昇 
  - ジャック パチスロ闇の帝王（1993年7月23日、Softgarage）[4][5]
  - ジャック パチスロ闇の帝王 2（1993年12月10日、Softgarage）[6][7]
  - ジャック パチスロ闇の帝王 3（1994年5月13日、Softgarage）[8][9]
  - ジャック パチスロ闇の帝王 4（1994年7月29日、Softgarage）[10][11]
- 修羅の雀士 ナルミ（原作:山根泰昭）
  - 修羅の雀士 ナルミ（1993年8月27日、Softgarage）監督:堀内靖博 [12][13]
  - 修羅の雀士 ナルミ 2（1993年12月24日、Softgarage）監督:金澤克次 [14][15]

## 出演

### テレビ
- モンド21麻雀プロリーグ（MONDO21）
  - 第1回MONDO21杯では実況を担当、これは本来実況予定だった馬場裕一が遅刻をしたことによる代打であった。

## 著書

### 山根泰昭名義
- 初歩の麻雀ABC―麻雀の基本を徹底ガイド! （1989年10月1日、永岡書店）ISBN 4522012977

### 土井泰昭名義
- 土井泰昭の麻雀完全牌理 （2003年1月14日、毎日コミュニケーションズ）ISBN 4839909415
- 麻雀力 勝者の常識 （2005年10月20日、リイド社）ISBN 4845826364
- 土井泰昭の光る一打（2006年2月28日、毎日コミュニケーションズ）ISBN 4839919917 （2015年5月15日、マイナビ出版 電子版）
- 麻雀実戦捨牌読み（2009年7月25日、毎日コミュニケーションズ）ISBN 9784839932909
- 赤ドラ麻雀完全攻略（2010年9月14日、毎日コミュニケーションズ）ISBN 9784839936860
- 麻雀捨牌読みガイド（2012年6月26日、毎日コミュニケーションズ）ISBN 9784839942847
- 最強！確率論で勝つ麻雀（2014年7月26日、毎日コミュニケーションズ）ISBN 9784839951962
- 勝つ人は知っている 現代麻雀30の新常識（共著:平澤元気）（2017年5月30日、マイナビ出版）ISBN 9784839963606
- 令和の麻雀最新理論（2020年2月29日、マイナビ出版）ISBN 9784839972400
- シンプルにして最重要! 麻雀 押し引きを決める手牌価値（協力:お知らせ、zeRo、リツミサン）（2021年4月30日、マイナビ出版）ISBN 9784839976477
- 麻雀・トッププロ 近藤誠一の高打点打法（監修:近藤誠一）（2023年7月30日、マイナビ出版）ISBN 9784839984298

## 漫画原作

### 山根雀治名義
- 麻雀必勝法 マージャンシミュレーション・ゲーム劇画 第1巻（作画:宮川総一郎、牌技指導:山根雀治・馬場裕一）（1987年10月21日、近代麻雀コミックス 竹書房）※牌技指導でのクレジット

### 山根泰昭名義
- 麻雀必勝法 マージャンシミュレーション・ゲーム劇画 第2巻（作画:宮川総一郎、牌技指導:山根雀治）（1988年10月20日、近代麻雀コミックス 竹書房）※牌技指導でのクレジット
- 勝負師の条件 赤と青の風 全3巻（作画:嶺岸信明）（近代麻雀コミックス 竹書房）
  - 勝負師の条件 赤と青の風 1（1988年5月20日）
  - 勝負師の条件 赤と青の風 2（1989年5月20日）
  - 勝負師の条件 赤と青の風 3（1990年2月20日）
- 雀士ロマン 牌師（ワザシ） 全3巻（作画:北野英明）（アクションコミックス 双葉社）
  - 雀士ロマン 牌師 1（1989年6月12日）
  - 雀士ロマン 牌師 2（1989年11月11日）
  - 雀士ロマン 牌師 3（1990年7月14日）
- 勝手にジャンキィロード 全2巻（作画:萩原玲二）（近代麻雀コミックス 竹書房）
  - 勝手にジャンキィロード 1（1990年12月29日）
  - 勝手にジャンキィロード 2（1991年2月25日）
- ナルミ 全6巻（作画:柳澤一明）（近代麻雀コミックス 竹書房）※4‐6巻のクレジットは、原案:土井泰昭
  - ナルミ 1（1991年11月16日）
  - ナルミ 2（1992年8月31日）
  - ナルミ 3（1993年9月4日）
  - ナルミ 4（1995年6月17日）
  - ナルミ 5（1996年3月27日）
  - ナルミ 6（1996年12月18日）
- ジャック パチスロ闇の帝王 全4巻（作画:西連史朗）（バンブーコミックス 竹書房）
  - ジャック パチスロ闇の帝王 1（1991年12月1日）ISBN 978-4884755645
  - ジャック パチスロ闇の帝王 2（1992年10月1日）ISBN 978-4884756086
  - ジャック パチスロ闇の帝王 3（1993年6月1日）ISBN 978-4884756543
  - ジャック パチスロ闇の帝王 4（1993年9月1日）ISBN 978-4884756710
- めとろガール 全2巻（作画:入江紀子、闘牌指導:布施清恵・山根泰明・馬場裕一）（近代麻雀コミックス 竹書房）
  - めとろガール 1（1992年1月11日）
  - めとろガール 2（1992年9月7日）
- ナルミ 全4巻（作画:柳澤一明）（漫画スーパーワイド 小池書院）※3‐4巻のクレジットは、原案:土井泰昭
  - ナルミ 覚醒編（2009年7月23日）
  - ナルミ 勃興編（2009年8月8日）
  - ナルミ 逃避編（2009年8月24日）
  - ナルミ 決戦編（2009年9月8日）

### 土井泰昭名義
- 幻に賭けろ 全4巻（作画:嶺岸信明）（近代麻雀コミックス 竹書房）
  - 幻に賭けろ 1（1994年12月17日）
  - 幻に賭けろ 2（1995年9月17日）
  - 幻に賭けろ 3（1996年2月18日）
  - 幻に賭けろ 4（1996年11月17日）
- 狼の凌 未完1巻（作画:甲良幹二朗）（1997年5月17日、近代麻雀コミックス 竹書房）
- ダブルフェイス 未完2巻（作画:木村直巳）（近代麻雀コミックス 竹書房）
  - ダブルフェイス 1（1998年8月17日）
  - ダブルフェイス 2（1999年7月17日）
- 極麻伝 全2巻（作画:岡村茂 SCオールマン 集英社）
  - 極麻伝 1（2002年7月19日）
  - 極麻伝 2（2002年10月18日）
- 鳳王 未完1巻（作画:武喜仁）（2007年12月22日、ガンボコミックス デジマ）
- 実録大抗争ヤクザ伝 山口組VS一和会 報復編（作画:鴨林源史）（2008年8月15日、バンブーコミックス 竹書房）
- 実録剛胆ヤクザ伝 竹中組組長竹中武（作画:春日まんぼう）（2008年10月14日、バンブーコミックス 竹書房）
- 実録智将ヤクザ伝 五代目山口組若頭宅見勝（作画:佐々木ひさし）（2009年5月14日、バンブーコミックス 竹書房）
- 代打ちたちの晩夏 全1巻（作画:嶺岸信明）（2009年6月24日、近代麻雀コミックス 竹書房）
  - 灼熱の麻雀 全1巻（作画:嶺岸信明）（2012年2月10日、バンブーコミックス 竹書房）- 「代打ちたちの晩夏」を改題したもの
- 実録山口組抗争史（バンブーコミックス 竹書房）
  - ボンノと北陸大戦争（作画:やまもとしゅうじ）（2009年3月28日）
  - 福岡戦争 山口組vs道仁会（作画:田丸ようすけ）（2009年5月29日）
  - 激戦武闘軍団中野会（作画:春日まんぼう）（2009年7月14日）
  - 山口組vs関東ヤクザ（作画:しもさか保）（2009年9月14日）
  - 矢嶋組vs郷田会（作画:田丸ようすけ）（2009年9月29日）
  - 浪速血戦 山口組vs波谷組（作画:池田鷹一）（2009年11月13日）
  - 髙山若頭と後藤組（作画:高橋晴雅）（2009年11月28日）
  - 激突山口組VS極東会（作画:高橋晴雅）（2010年2月13日）
  - 壮絶山口組vs沖縄ヤクザ（作画:二ツ木哲郎）（2010年3月1日）
- 実録侠傑ヤクザ伝 大日本平和会会長平田勝市（作画:いしやまあきら）（2009年8月26日、バンブーコミックス 竹書房）
- 実録義勇ヤクザ伝 東声会会長町井久之（作画:いしやまあきら）（2010年1月9日、バンブーコミックス 竹書房）
- 実録日本極道抗争史（バンブーコミックス 竹書房）
  - 稲川会VS一和会（作画:いしやまあきら）（2010年4月29日）
  - 凄絶!鶴見ヤクザ大戦争（作画:木村周二）（2010年7月14日）
- 実録血の山口組抗争史（カルトコミックス 笠倉出版社）
  - 髙山若頭と後藤組（作画:高橋晴雅）（2014年9月1日）
  - 激突!山口組VS極東会（作画:高橋晴雅）（2014年9月1日）
  - 一和会VS稲川会（作画:いしやまあきら）（2015年4月10日）
  - 伝説の狭傑 大日本平和会会長平田勝市（作画:いしやまあきら）（2015年3月10日）
  - 矢嶋組VS郷田会（作画:田丸ようすけ）（2015年5月8日）
  - 理念と信念を貫いた竹中武組長一代記（作画:春日まんぼう）（2015年6月12日）
- 劇画 山口組対極東会（作画:高橋晴雅）（2015年8月10日、MDコミックス メディアックス）
- 雀ゴロ日記（作画:武喜仁）（2022年9月1日、近代麻雀コミックス 竹書房）- 電子版

### どいーん名義
- 昭和バカ噺子 -林家木久扇物語- 未完2巻（作画:はまのらま）（ガンボコミックス デジマ）
  - 昭和バカ噺子 -林家木久扇物語- 1（2007年10月25日）ISBN 978-4903955032
  - 昭和バカ噺子 -林家木久扇物語- 2（2007年10月25日）ISBN 978-4903955049